# Наконечный, Евгений Петрович
Евгений Петрович Наконечный (укр. Євген Петрович Наконечний; 18 июня 1931, Черепин — 14 сентября 2006, Львов) — украинский историк, библиотеко- и языковед.
Был заключённым ГУЛАГа за причастность к Организации украинских националистов (ОУН). В дальнейшем отрицал участие украинских националистов  в Холокосте. Автор книги «Украденное имя. Почему русины стали украинцами».

## Биография
Родился в селе Черепин Польской Республики, в межвоенной Польше (в настоящее время Львовский район, Украина). Вырос во Львове (Украинская ССР после Второй мировой войны). Вскоре после окончания средней школы в январе 1949 года, когда ему было 17 лет, Наконечный был арестован за связи с молодежным крылом ОУН.
В подростковом возрасте был приговорён к смертной казни, но позже приговор заменён на 25 лет заключения в ГУЛАГе. Освобождён в 1955 году после шести лет заключения без реабилитации. Наконечный вернулся во Львов, где окончил Львовского университета (отдел украинской филологии и языкознания). Долгое время работал директором отдела украинистики Львовской научной библиотеки им. В. Стефаника НАН Украины. Наконечный умер 14 сентября 2006 во Львове. Похоронен в секции репрессированных и героев освободительной борьбы на Лычаковском кладбище Львова.

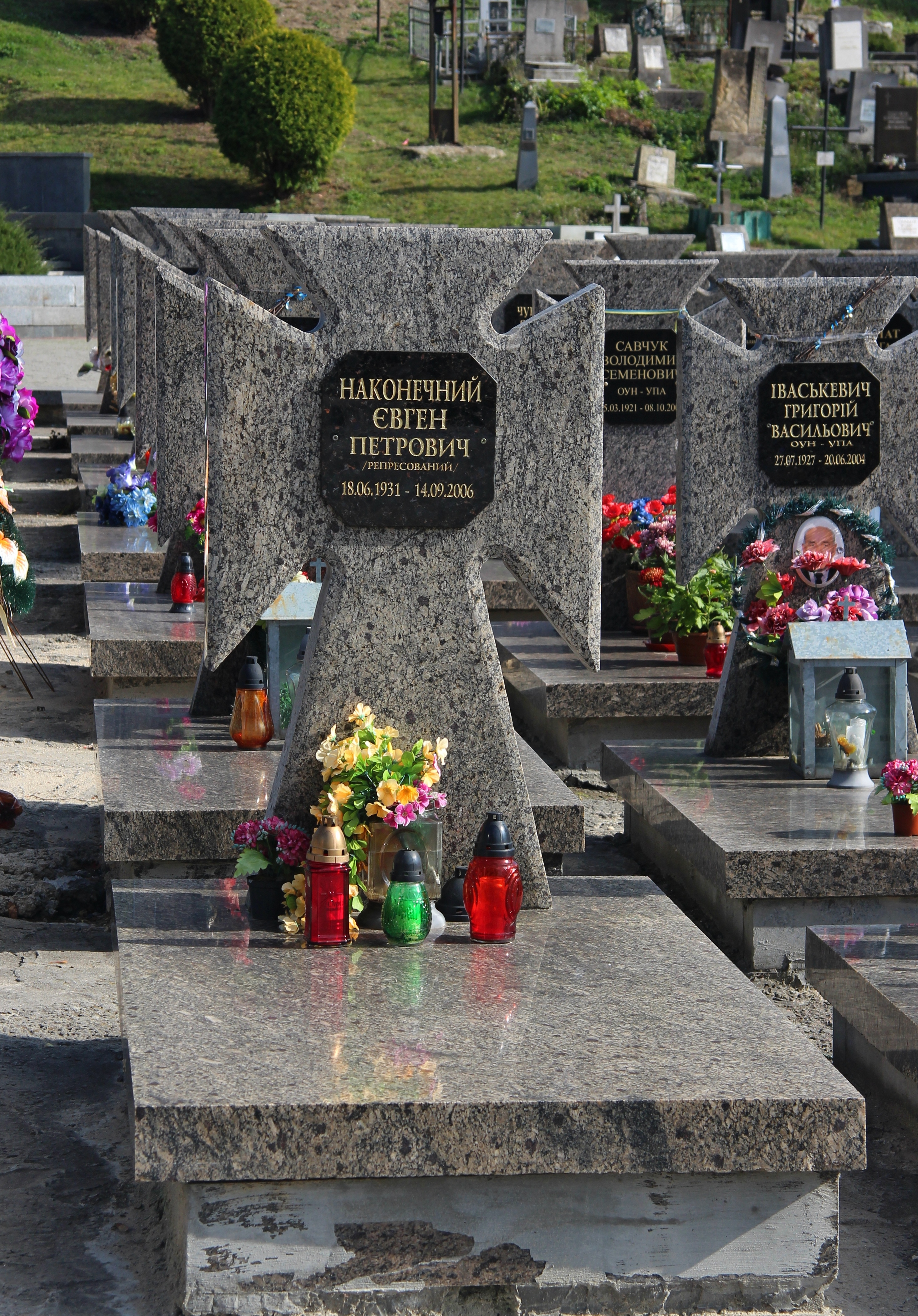
Памятник на могиле, Лычаковское кладбище во Львове

## Направления работ
В своих работах Наконечный защищал ОУН. В своих мемуарах («Шоа во Львове») о Холокосте во Львове он попытался опровергнуть польских, еврейских, немецких и американских историков, согласно которым ОУН в частности и украинские националисты в целом были соучастниками Холокоста. В некоторых случаях отрицал то, что видел своими глазами. «Наконечный положительно отзывался об украинской милиции во Львове, организованной ОУН, а затем распущенной гестапо и заменённой украинской вспомогательной полицией. Он не учитывал, что к погромам могли быть причастны ополченцы, хотя именно так в целом считают исследователи Холокоста». По мнению Наконечного, истории об участии Украины в Холокосте придумали «различные украинофобы». Наконечный считал, что «антиукраинская идеология для них важнее исторической правды». Профессор Джон-Пол Химка отнёс его к типу традиционалистов, для которых украинцы оставались безупречной нацией, непричастной к каким-либо проступкам во время Второй мировой войны.

## Публикации
Наконечный — автор публикаций по истории Украины, библиотековедения, истории Львова и украинских-еврейских отношений периода Второй мировой войны. К публикациям Наконечного относятся:
- «Украденное имя. Почему русины стали украинцами» — увидело пять изданий. Последнее пятое издание было дополнено и расширено.
  - Наконечний Є. П. Украдене ім’я: Чому русини стали українцями / Передмова Я. Дашкевича; Львівська наукова бібліотека ім. В. Стефаника НАН України. — 3-є, доп. і випр. вид. — Львів, 2001. — 400 с.
- «Шоа во Львове» — в книге ярко описана трагическая судьба еврейского населения Львова во время Второй мировой войны из личных воспоминаний автора.
- Двухтомный список «Украиноязычные периодические издания в фондах Львовской научной библиотеки» — составитель.
- «Мої трибунальські роки» — не завершено.